# سیبیل کاتیگاسو
سیبیل مدان کاتیگاسو (به مالایی: Sybil Kathigasu)؛ (۳ سپتامبر ۱۸۹۹ سیبیل دالی–۱۲ ژوئن ۱۹۴۸) یک زن پرستار مالایی اوراسیایی بود که به حمایت از مقاومت در طول اشغال مالایای بریتانیا توسط ژاپن مشهور است.
سیبیل کاتیگاسو هرگز حاضر به عقب‌نشینی تشد. او و شوهرش در طول اشغال مالایای بریتانیا توسط ژاپن در نیروهای مقاومت و مبارزه در راه آزادی و به عتوان پرستار فعال بودند؛ تا آنکه در سال ۱۹۴۳ برای چندین سال دستگیر شدند. این دو مخفیانه یه عرضه دارو، ارائه خدمات پزشکی، و اطلاعاتی که از گوش دادن به رادیو بی‌بی‌سی بدست می‌آوردند، می‌پرداختند.

## بزرگداشت
او تنها زن اهل مالایای بریتانیا در طول تاریخ است که به دربافت مدال جورج که نشان درجه دو در انگلستان و کشورهای مشترک‌المنافع است، برای شجاعت نائل گردید.
یک جاده در پارک نمایشگاه ایپوه به اقتخار او نامگذاری شده است.
در ۳ سپتامبر ۲۰۱۶ موتور جستجوی گوگل به مناسبت ۱۱۷مین سالروز تولد سیبیل کاتیگاسو و به افتخار او گوگل دودل صفحه اصلی خود را در مالزی تغییر داد.